# Pic de Cortal Rossó
El Pic de Cortal Rossó és una muntanya de 2.687,8 m d'altitud situada al Massís del Carlit, concretament al límit entre els termes comunals d'Angostrina i Vilanova de les Escaldes i de Portè, tots dos de l'Alta Cerdanya, a la Catalunya del Nord.
Està situat a la zona nord del terme comunal d'Angostrina i Vilanova de les Escaldes i a l'est del de Portè. És a prop al sud del Puig Pedrós Sud, del Puig Pedrós Nord i de la Portella Roja. Té l'Estany de Lanós a sota i a llevant seu.
És destí freqüent de moltes de les rutes d'excusionisme o d'esquí de muntanya del Massís del Carlit.